# Сертанзинью (Параиба)
Сертанзинью (порт. Sertãozinho)  —  муниципалитет в Бразилии, входит в штат Параиба. Составная часть мезорегиона Сельскохозяйственный район штата Параиба. Входит в экономико-статистический  микрорегион Гуарабира. Население составляет 4114 человека на 2006 год. Занимает площадь 32,798 км². Плотность населения — 125,4 чел./км².

## Статистика
- Валовой внутренний продукт на 2003 год составляет 14 184 661,00 реалов (данные: Бразильский институт географии и статистики).
- Валовой внутренний продукт на душу населения на 2003 год составляет 3725,94 реалов (данные: Бразильский институт географии и статистики).
- Индекс развития человеческого потенциала на 2000 год составляет 0,611 (данные: Программа развития ООН).